# Славянская школа
Славянская школа — направление российской историографии, представители которого стремились доказать глубокую древность и исконную высокую цивилизованность славян и русских, не уступавших народам Западной Европы и имевших право на равное с ними место в мировой истории и мировом сообществе, самобытность Руси и исконную славянскую принадлежность народа русь. По причине слабой методической базы уже в период своего развития школа подвергалась существенной критике и с XIX века в рамках науки стала лишь историографическим наследием. Позднее идеи славянской школы использовались авторами «славяно-арийского мифа».
Одним из основателей славянской школы считается Михаил Ломоносов, комплекс исторических идей которого включал идеи древности славянского этноса, древнего происхождения «российского» (русского) народа, полицентричности российской истории, связи между полицентризмом и полиэтничностью и др.
Авторов славянской школы мотивировало стремление «восстановить справедливость». Они отвергали пренебрежительное, по их мнению, отношение господствовавшей в то время в исторической науке немецкой школы, рассматривавшей древних славян как «дикарей», которым германские народы «несли свет учёности». Немецкими авторами последняя концепция использовалась для оправдания их экспансии на восток, покорения или уничтожения различных славянских сообществ в западных славянских регионах. В связи с этим данный научный спор имел существенную политическую основу. Представители славянской школы заявляли о расселении славян на огромных территориях и в глубокой древности, для чего славяне отождествлялись ими с различными народами, такими как троянцы, скифы, сарматы, роксоланы, готы, гунны, варяги, этруски и др. Отрицая скандинавское происхождение названия «русь», авторы славянской школы стремились найти его истоки на самых различных землях и во все эпохи.

## Развитие
Истоки славянской школы восходят к началу русской историографии, к Синопсису, имевшему большую популярность в России со второй половины XVII до начала XIX века, и рассматриваемому русскими интеллектуалам как наиболее основательный источник сведений по вопросам древнерусской истории и происхождения славян.
У истоков славянской школы находились Михаил Ломоносов и ряд славянских просветителей начала XIX века. Ломоносов прилагал усилия, чтобы обнаружить «дальную древность славенского народа». Ломоносов был последователем «сарматской теории» происхождения славян. «Дальная древность» и сарматская теория требовались для обоснования имперских исторических претензий. В широком расселении славян в Европе Ломоносов усматривал грядущие границы Российской империи. Ломоносов использовал сведения Синописа и писал о родстве русских с роксоланами и сарматами. Он также выводил древнейших славян («венедов») из Трои. Он воспроизвёл версию Степенной книги XVI века о происхождении Рюрика из пруссов, которые, по этой версии, находились в родстве с римскими императорами. Ломоносовым впервые была высказана идея исконной связи русов с островом Рюген. Он выступил против немецкой концепции становления Русского государства в середине XVIII века, в период, когда в российской науке и государственном аппарате имелось существенное немецкое влияние. Идеи Ломоносова отражали настроения «русской партии», недовольной «немецким засильем».
Другими представителями славянской школы были Юрий Венелин и Зориан Доленга-Ходаковский, деятельность которых приходилась на 1820—1830-е годы. Оба были выходцами из славянских народов, столкнувшимися с «чужеземным гнётом». Венелин считал, что к славянам принадлежали скифы, сарматы и тюрки, и писал о подвигах «славянского» вождя Аттилы. Он стремился доказать, что славяне являются одним из древнейших народов Европы, и писал о «гунно-аваро-хазарской державе», называя её «царством русского народа». С Венелина началась также идея отождествления этрусков со славянами и приоритета их письменности.
По разным причинам авторы славянской школы обращались к славянской дохристианской эпохе. Ломоносов стремился доказать случайность и незначительность варяжского эпизода в русской истории, считая, что русская государственность возникла до варягов и имелись длительные традиции высокой культуры, которая сложилась помимо внешних влияний. Долейга-Ходаковский утверждал, что история и цивилизация славян обладают глубокими дохристианскими корнями, и славяне составляют особый культурный мир. Он первым попытался детально охарактеризовать образ жизни и духовную культуры славян-язычников. Венелин вначале ставил задачу пробуждения самосознания болгарского народа, для чего он стремился доказать существование великой болгарской предыстории и касался вопросов древнего славянского единства.
Российская императрица Екатерина II интересовалась древней славянской историей и рассматривала как «славянскую» топонимику Испании, Франции, Шотландии, Индии и Америки. По её мнению, ранние короли Франции и Испании по происхождению были славянами. Екатерина первой писала, что этрусские и рунические памятники связаны с «древним славянским письмом». Затем она пришла к идее, что славяне трижды завоёвывали Европу от Дона до Швеции и Англии.
В конце 1830-х — 1840-х годах в борьбе с немецкой историографией идеи этого направления развивались одним из основоположников славянофильства Алексеем Хомяковым, который доказывал принадлежность славян к индоевропейцам. Это представление как таковое получило научные подтверждения, в отличие от конкретных аргументов Хомякова, который считал следами древних славян все географические названия, как-либо сближающиеся им с венедами/вендами, и утверждал, что славяне были расселены по всей первобытной Европе от Волги до Франции и Голландии. Славян он представлял одним из важнейших компонентов многих народов Европы (вандалов, готов, кельтов, этрусков и др.). Трою он считал славянской землёй и связывал с ней, а не с римским императором Траяном «века Траяновы» в «Слове о полку Игореве». Славян-венедов Хомяков отождествлял с ванами скандинавской мифологии, которых он размещал на Кавказ, в Иране и у границ Китая. Колыбель «ванов» он располагал в междуречье Оксуса (Амударьи) и Яксарта (Сырдарьи), и писал, что в старину «свободно и легко гуляло слово славянское от Бактрии до оконечностей Галлии».
Представитель славянской школы Егор Классен находил славян на многих территориях и во многие эпохи. По его мнению, славяне обитали у Балтийского моря 4 тысячи лет назад, русы героически защищали Трою, жили в Аравии эпохи царя Соломона, в начале н. э. существовала «Великая Россия». Со славянами им отождествлялись почти все народы Геродотовой Скифии, начиная с самих скифов, а русские связывались с этрусками. Он писал, что уже 4 тысячи лет назад венеды обладали грамотой, и называл все рунические письмена славянскими. Санскрит Классен отождествлял со славянским языком, парсов относил к славянам. В целом он не выдвинул новых идей, а скомпилировал представления Ломоносова, Шлегеля, Венелина, Хомякова и ряд других авторов. Эти авторы предпринимали попытки сформулировать методические приёмы работы и опираться на них при анализе источников, однако Классен этого не делал. Его труд имел идеологическую цель предоставить моральную компенсацию за поражение в Крымской войне, стремясь продемонстрировать исторические «преимущества» русских перед другими народами, доказать их особое политическое место в мире. Классен не имел авторитета ни у своих современников, ни у специалистов последующих поколений.
Одним из поздних авторов славянской школы был историк Дмитрий Иловайский, рассматривавший скифов как «германо-славяно-литовскую» ветвь индоевропейской или «арийской» семьи, преобладающим среди которых было славянское население. Отождествление скифов со славянами во второй половине XIX века имело политический смысл, связанный с колонизацией Центральной Азии, а скифская генеалогия могла бы оправдать её «возвращением на земли предков». Вслед за Хомяковым Иловайский считал, что «века Траяни» в «Слове о полку Игореве» относятся к событиям Троянской войны. Иловайский был активным противником норманской теории, связывая термин русь с гипотетической Азово-Черноморской Русью, где, по его мнению, обитали «славяне-роксоланы». По научным данным роксоланы были ираноязычным племенем, о чём было известно уже специалистам, современникам Иловайского. К славянам он причислял и Ахиллеса.
Сторонником отождествления западных скифов («скифов-пахарей») со славянами был историк академик А. С. Лаппо-Данилевский (1887). Славянская школа имела некоторое распространение вплоть до Первой мировой войны, но была маргинальна. К ней относился консервативный историк В. И. Ламанский, который в своей магистерской диссертации писал, что славяне могли проникать в Малую Азию ещё на рубеже н. э. или раньше. Он произвольно интерпретировал название греческого города Киос и предположил существование группы «киян» во главе с легендарным Кием, со временем переселившуюся в Поднепровье.

## Влияние
В начале XX века славянская школа пришла в упадок, окончательно перестав отвечать требованиям получившей значительное развитие науки. Накануне Первой мировой войны в условиях существенного роста русского национализма её наследие активно использовалось для разработки различных шовинистических версий российской и русской истории России. В этот период в Россию из западных стран проникла расовая версия «арийской идеи», получившая распространение в антисемитской публицистике, стремившейся представить мировую историю в качестве вечной борьбы «арийцев» и «семитов», что было характерно для таких авторов, как А. Селянинов (1911), Иван Родионов (1912), Павел Ковалевский (1915). К «арийцам» в этом контексте были отнесены в первую очередь славяне, в ряде случаев представленные как лучшие из «арийцев», о чём писали такие авторы как Алексей Шмаков (1912) и Павел Ковалевский (1915).
Начиная с рубежа 1930—1940-х годов советскими авторами продвигалась идея исключительно автохтонного развития раннеславянского единства, корни которого возводились к энеолиту или бронзовому веку, то есть к доскифской или даже трипольской эпохе. Развивалась гипотеза автохтонного формирования славянства в начале н. э. на обширной территории в Центральной и Восточной Европе — на пространстве между Доном и верховьями Оки и Волги в восточной части до Эльбы и Заале в западной части и от Эгейского и Чёрного морей в южной части до побережья Балтийского моря и Ладоги в северной части. Осуществлялся поиск следов «славянских колоний», предположительно существовавших во второй половине 1-го тыс. н. э. и к западу от данной территории вплоть до Рейна; Гамбург рассматривался как древний славянский город. В связи с возрождением представлений «славянской школы» в число предков славян были снова включены киммерийцы, скифы, сарматы, фракийцы, иллирийцы, этруски, готы и гунны. Авторы обратились к идее Венелина, писавшего о «славяноязычии» древних болгар. Большое внимание в этих построениях уделялось югу России, в связи с чем возродилась идея Иловайского об Азово-Причерноморской Руси. Ряд авторов считал, что славяне сформировались на этой территории автохтонно на базе предшествовавших скифо-сарматских культур. В рамках развивавшегося в 1940-х годы государственного шовинизма советская наука временно возродила ряд концепций славянской школы. Однако после смерти Сталина большая часть специалистов утратила интерес к этим идеям, включая многих бывших сторонников.
В данный период энтузиазм по поискам славянской прародины и предков славян был воспринят в популярной литературе. Так, писатель Алексей Югов (1949) стремился доказать славянское происхождение Ахиллеса. Впервые писатель выступил с этой идеей в конце 1940-х годов, в разгар кампании по борьбе с «космополитами». Югов возрождал идею историков славянской школы об обнаружении славянской докириллической письменности. Идеи славянской школы о древности славян и отождествления с ними различных народов, воспринятые некоторыми писателями-почвенниками, в 1990-е годы вошли в представления русских неоязычников, включавшие построения Югова и собственные этногенетические схемы.
После Октябрьской революции и особенно после Второй мировой войны продолжение идей «славянской школы» наблюдалось в эмиграции. В отличие от более раннего времени это направление развивалось авторами, не имевшими специального исторического образования. Так, Юрий Миролюбов, вероятный автор фальсификации «Велесова книга», по образованию был инженером-химиком, Сергей Лесной (Парамонов) являлся энтомологом, Ю. Г. Лисовой был философом, Владимир Шаян — литератором, Лев Силенко — литератором и кинорежиссером. Ряд идей славянской школы присутствует в «Велесовой книге», включая идею об Азово-Причерноморской Руси и роли в её сложении роксоланов. Работы историков славянской школы служили источниками и для более поздних сторонников «арийской» идеи, включая неоязычнестих писателей Валерия Скурлатова и Владимира Щербакова, художника-почвенника Илью Глазунова. Направление, представленное Скурлатовым и Щербаковым, использовало идеи «славянской школы» и широко применяло неонацистские приёмы манипуляции историческими материалами; направление получало существенную поддержку в ЦК ВЛКСМ, рассматривавшего его как спасительную идеологию, которая способна увлечь молодёжь.

## Оценки
Идеи славянской школы вскоре после своего появления были опровергнуты наукой. В методологическом плане эти идеи не соответствуют современной науке. Последователи первых представителей этого направления постепенно отходили все дальше от магистрального пути развития науки, опираясь на этноцентристские идеи. Вместе с тем представители славянской школы ставили новые проблемы и открывали новые направления исследований.
Историк-славист В. И. Пичета (1923) характеризовал славянскую школу как «сильную своим национально-патриотическим шовинизмом, но весьма далекую от настоящей науки». Археолог и историк И. Е. Забелин (1908), несмотря на патриотическую направленность мысли, скептически воспринимал эту школу. В вопросе о происхождении народа русь Забелин выделял два направления: немецкую школу (норманизм), лидером которой он считал Августа Шлёцера, и славянскую школу (часть антинорманизма). «Полнейшим выразителем» всех достоинств и недостатков первой он считал Венелина. По мнению Забелина, в своих работах Венелин игнорировал доказательную базу и ставил на первое место то, что он понимал как простой «здравый смысл», в отличие от школы Шлёцера, характеризовавшейся опорой на точные доказательства и строгую критику источников. Тем же характером, что и работы Венелина отличаются и большинство других трудов славянской школы, по причине чего, несмотря на ряд верных заключений, славянская школа не оставила существенного следа в исторической науке. Согласно Забелину, пренебрежение к научной работе с источниками открывало возможности для фантазий, господствовавшей в рамках славянской школы вместо строгой и осторожной мысли немецкой школы. «Отсутствие критической обработки источников низводило всякий труд этой славянской школы на уровень праздных и ни к чему не ведущих рассуждений… у славянской школы нет под ногами учёной почвы». Возражения Иловайского против норманизма, по мнения Забелина, носят догматический характер, устраняющий точные и полные доказательства.
Историк С. Ф. Платонов (1917) отмечал, что наиболее авторитетные учёные придерживаются воззрений норманнской школы, основанной в XVIII веке Готлибом Байером и совершенствовавшейся в работах позднейших учёных, но считал, что существенную пользу принесла и славянская школа, «начиная с Ломоносова, продолжая Венелиным и Морошкиным, далее Гедеоновым и, наконец, Иловайским». По мнению Платонова, стремясь оспорить доводы норманнской школы, славянская школа «заставила не раз пересматривать вопрос и привлекать к делу новые материалы».
М. П. Алексеев, Д. С. Лихачёв и др. писали, что «возрождать в конце X X века взгляды византийских хронистов X—XI вв. или даже писателей барокко XVII в. (любивших отождествлять народы своего времени с племенами седой древности) так же недопустимо, как защищать геоцентрическую систему или алхимию…».
Работы Ломоносова легли в основу историософской традиции России, которая, хронологически предшествовала теоретико-методологическому подходу. Подход Ломоносова в области познания находился в русле общей тенденции русской интеллектуальной мысли, акцентировавшей внимание на проблемах историософии, вопросах о смысле истории. Исторические идеи Ломоносова предвосхитили принцип историзма XIX века, согласно которому истоки идентичности нации, народа, социального института следует искать в их прошлом. Его историческое наследие середины XVIII века критически оценивалось авторами русской исторической школы во второй половине XIX века, в период расцвета последней, в связи с различиями исследовательских парадигм. С негативной критикой воспринимал идеи Ломоносова С. М. Соловьëв. Он писал, что в работах Ломоносова отсутствует системное изложение истории, анализ политических и социальных отношений. Соловьев опирался на собственную историческую концепцию рационально-позитивистского понимания теории и методологии историчности. Более мягкой была позиция В. О. Ключевского, который отмечал недостатки риторической истории, объясняя их неразработанностью исследовательской методологии. Мнение Ключевского определялось уровнем критериев историзма XIX века. Варяжская проблема, которую Ломоносов не связывал с началом русской истории, была для него второстепенной: он продвигал идею не хронологической определённости российской государственности, а древность и самобытность славян и русской культуры.
В отличие от Ломоносова, Егор Классен не имел авторитета как у своих современников, так и у последующих поколений специалистов. Однако он пользуется особым авторитетом у авторов «славяно-арийского мифа».
На рубеже XIX—XX веков в стремлении найти древнейшие корни славян некоторые археологи, такие как Д. Я. Самоквасов (1908), И. Е. Забелин (1908), обратились к скифским и сарматским древностям, вслед за историками «славянской школы» отождествив скифов и сарматов с предками славян. Следствием этого направления стало активное развитие скифо-сарматской археологии, однако для ранней истории славян подход не дал научных результатов.